# Kelecsény (Ukrajna)
Kelecsény (ukránul: Келечин [Kelecsin]) település Ukrajnában, Kárpátalján, a Huszti járásban.

## Fekvése
Huszttól északra, Ökörmezőtől északnyugatra, Fülöpfalva, Repenye és Iszka közt, a Repinka folyó mentén fekvő település. Az Ökörmezői járás három legnagyobb településének egyike, mely a Szolyvai-havasokban található, a tengerszint felett 700-750 méteres magasságban, és több hegyi patak is keresztülfolyik rajta.

## Története
Kelecsényt a Verhovina egyik legrégibb települése. A Bilkei, Lipcsei, Bilkei Gorzó és Urmezei kenézcsaládok telepítettek a 15. században Ripinye és Vízköz falvakkal együtt. Nevét 1457-ben említette először oklevél Keleczen néven, amikor a Bilkei és az Urmezei családok pereskedtek érte, majd a falvakat maguk közt egyenlő részre osztották fel.
A települést még a 15. század végén a Dolhaiak, akik leányágáról a Barczi, Bejczi, Budai, Imrefi, Kornis, Sibrik családok szerezték meg. 1550-ben Bilkei Péter, Dolhai György és Imre, 1600-ban Kornis György, Bernáth László és más nemesek birtoka volt. 1610-ben Kelechien néven írták.
A falut 1659 körül a krími tatárok elpusztították. Ekkor pusztult el első fatemploma is, amelynek helyébe a 19. században emelték új fatemplomukat. Ez azonban 1871-ben leégett, csak a mellette álló fa harangláb maradt meg.
A trianoni békeszerződés előtt Máramaros vármegye Ökörmezői járásához tartozott. 1910-ben 762 lakosából 16 magyar, 49 német, 697 ruszin volt. Ebből 707 görögkatolikus, 49 izraelita volt.

## Nevezetességek
- Fa harangláb - négyszög alaprajzú, kétszintes épület.

## Híres emberek
- Itt született 1874. március 17-én Avgusztin Volosin, a rövid ideig független Kárpátalja miniszterelnöke.